# چیلیک (رود)
چیلیک (به قزاقی: Chilik) یک رود در قزاقستان است که در استان آلماتی واقع شده‌است.